# Optical Society
Optica, anciennement l’Optical Society ou l'Optical Society of America (OSA), est une société savante fondée en 1916, dont le but est de promouvoir la connaissance de l'optique et de la photonique par des conférences, des publications, des bourses et des prix.
Elle est considérée, avec la SPIE, comme la plus grande société savante internationale de professionnels sur les sujets de l'optique et de la photonique.

## Historique
Les champs couverts par Optica sont larges, et l'ont été dès ses débuts : spectroscopie, photographie, conception optique, colorimétrie, optique physiologique, instrumentation, etc..
Créée en 1916, l'OSA est incorporée en 1932 après avoir participé avec l’American Physical Society, l’Acoustical Society of America et la Society of Rheology, à la fondation le 3 mai 1931 de l’American Institute of Physics.
L'OSA est impliquée à ses débuts dans la détermination de la terminologie naissante en colorimétrie, elle se prononce aussi sur les unités à utiliser dans la mesure de l'intensité lumineuse, rédige un rapport sur la spectrophotométrie, etc. se plaçant de ce fait en référente de la plupart de ces sciences grâce à son comité « Nomenclature et Standards » subdivisé en sous-comités étudiant et approfondissant le sujet. En date de 1922, les sous-comités suivants sont en service :
- Spectrophotométrie
- Spectroradiométrie
- Pyrométrie
- Photométrie et illumination
- Réflectométrie
- Réfractométrie
- Colorimétrie
- Lentilles et instruments optiques
- Projection
- Longueurs d'onde

Le premier bond de l'OSA s'est opéré dans les années 1950, avec les besoins de l'armée américaine en matière d'équipement intégrant de l'optique. L'intérêt et les emplois générés dans ce domaine attirent alors les inscriptions.
Les années 1960 représentent un grand changement pour l'OSA en termes de membres et de position parmi les sociétés savantes américaines. En 1959, un bureau permanent est ouvert à Washington et Mary Elizabeth Warga est nommée secrétaire exécutive, la première depuis la fondation. En 1960, l'OSA possède environ 3 000 membres ce qui représente environ quatre fois le nombre d'adhérents en 1940 : en 1942, les membres étaient au nombre de 987 en tout.
Alors que l'étude des lasers n'en est qu'à ses balbutiements — le premier maser à rubis n'est conçu qu'en 1960 — l’Optical Society organise dès octobre 1960 une conférence de Theodore Maiman lors de sa réunion bi-annuelle. La réunion suivante, du 2 au 4 mars 1961 à Pittsburgh, comprend quatre symposiums sur les masers, quatre présentations et quatorze papiers plus courts.
À compter de cette date, Mary Warga, qui a fait partie pendant quatre ans du conseil d'administration et a été secrétaire exécutif de l'OSA, a été la première à approcher les chercheurs du domaine des lasers, enjoignant notamment Arthur Schawlow et Robert E. Hopkins qui devinrent par la suite présidents de l'OSA.
En 2008, la société savante change de nom et devient The Optical Society (OSA). En septembre 2021, le nom change à nouveau et devient « Optica ».

## Organisation
À ses origines, l'OSA est une association assez restreinte. En 1929, les patrons s'engageaient à payer 1 000 $ ou plus, il y avait des membres honoraires, les membres corporatifs payant 50 $ par an, les membres (7,5 $ annuels) et les membres associés (5 $ annuels). Ces tarifs se poursuivent et en 1942, les prix sont les mêmes.

## Activités

### Symposiums
La société se réunit deux fois par an, le meeting annuel a lieu en octobre, la deuxième réunion a lieu en février ou mars.

### Journaux
L’Optical Society a dès sa création, produit des journaux à comité de lecture touchant à l'ensemble des domaines de l'optique.
- Journal of the Optical Society of America : souvent abrégé JOSA, c'est une des premières publications de l'OSA. En 1962, après le lancement réussit de Applied Optics, ce journal est réservé uniquement à la recherche, laissant le domaine de l'ingénierie à la nouvelle publication[1]. À l'origine bimensuel sous le nom Journal of the Optical Society, il en paraît 5 volumes de 1917 à 1921 avant de devenir un mensuel sous le nom de Journal of the Optical Society of America and Review of Scientific Instruments à partir de mai 1922[11] sur quatorze autres volumes (6 à 19) jusqu'en 1929. Le journal est alors scindé en deux publications séparées mensuelles[2],[10] :
  - Le JOSA ;
  - Le The Review of Scientific Instruments dont la publication se fait en coopération avec l’Association of Scientific Apparatus Makers of the United States of America[12].
- Applied Optics : bimensuel paru pour la première fois en janvier 1962, il a, lors de ses débuts, été très utilisé pour les parutions concernant les études de masers et lasers, à tel point qu'un supplément Optical Masers a été publié fin 1962. Les souscriptions ont été très fortes dès le début de la parution de ce journal, notamment grâce à l'engouement pour les lasers : environ 3 300 inscriptions en mars 1962 à une époque où l'OSA avait à peu près autant de membres. Le journal devient rapidement mensuel au cours de 1962, et le hors-série sur les masers s'est vendu à 4 000 exemplaires[7].

### Prix et récompenses
Outre le fellowship, l'OSA décerne régulièrement diverses médailles, prix et récompenses à des scientifiques et ingénieurs opticiens dans le monde pour leur travail dans les différents domaines de l'optique.
- William F. Meggers Award[13],[14].
- R. W. Wood Prize[15],[16].
- Charles Hard Townes Award/Medal[15].
- John Tyndall Award : créé en 1987, il récompense les avancées dans le domaine de la communication optique et des fibres optiques, il est sponsorisé par l'OSA et l'Institute of Electrical and Electronics Engineers Lasers and Electro-Optic Society (LEOS), désormais IEEE Photonics Society, et est doté par Corning Inc.[17].
- Adolph Lomb Medal[18].
- Ellis R. Lippincott Award[19].
- Frederick Ives Medal : créée en 1928 par l'ancien président de l'OSA Herbert Eugene Ives en hommage à son père, elle devait récompenser tous les deux ans les travaux notoires en optique[10].
- prix Max Born : décerné depuis 1982, en hommage à Max Born, pour des contributions pionnières en optique théorique ou expérimentale[20].

## Présidents de l'OSA
L'OSA a depuis sa création, été dirigée par 82 présidents, dont 4 femmes.
| Année     | 1916                  | 1917                  | 1918                    | 1919                    | 1920               | 1921                 | 1922                     | 1923                     | 1924                | 1925                | 1926                | 1927                | 1928            | 1929            | 1930          | 1931          | 1932                 | 1933             | 1934             | 1935            | 1936            |
| Président | Perley Gilman Nutting | Perley Gilman Nutting | Frederick Eugene Wright | Frederick Eugene Wright | Floyd K. Richtmyer | James P. C. Southall | Leonard Thompson Troland | Leonard Thompson Troland | Herbert Eugene Yves | Herbert Eugene Yves | William E. Forsythe | William E. Forsythe | Irwin G. Priest | Irwin G. Priest | Loyd A. Jones | Loyd A. Jones | Eugene C. Crittenden | Wilbur B. Rayton | Wilbur B. Rayton | Arthur C. Hardy | Arthur C. Hardy |

| Année     | 1937                  | 1938                  | 1939             | 1940             | 1941               | 1942               | 1943            | 1944            | 1945               | 1946               | 1947             | 1948             | 1949               | 1950               | 1951          | 1952          | 1953          | 1954          | 1955            | 1956            | 1957            |
| Président | Roswell Clifton Gibbs | Roswell Clifton Gibbs | Kasson S. Gibson | Kasson S. Gibson | Archie G. Worthing | Archie G. Worthing | August H. Pfund | August H. Pfund | George R. Harrison | George R. Harrison | Rudolf Kingslake | Rudolf Kingslake | William F. Meggers | William F. Meggers | Brian O'Brien | Brian O'Brien | Deane B. Judd | Deane B. Judd | Ralph A. Sawyer | Ralph A. Sawyer | Ralph A. Sawyer |

| Année     | 1958              | 1959           | 1960           | 1961             | 1962          | 1963               | 1964            | 1965               | 1966               | 1967              | 1968             | 1969            | 1970          | 1971              | 1972        | 1973              | 1974         | 1975                    | 1976               | 1977          | 1978      |
| Président | Irving C. Gardner | John D. Strong | James G. Baker | Wallace R. Brode | David MacAdam | Stanley S. Ballard | Richard C. Lord | Seibert Q. Duntley | Van Zandt Williams | John A. Sanderson | Arthur F. Turner | Karl G. Kessler | W. Lewis Hyde | Bruce H. Billings | Aden Meinel | Robert E. Hopkins | F. Dow Smith | Arthur Leonard Schawlow | Boris P. Stoicheff | Peter Franken | Emil Wolf |

| Année     | 1979            | 1980            | 1981               | 1982             | 1983             | 1984               | 1985              | 1986            | 1987               | 1988               | 1989            | 1990              | 1991           | 1992              | 1993            | 1994           | 1995      | 1996            | 1997             | 1998              | 1999               |
| Président | Dudley Williams | Warren J. Smith | Anthony J. DeMaria | Robert P. Madden | Kenneth M. Baird | Donald R. Herriott | Robert R. Shannon | Jean M. Bennett | Robert G. Greenler | William B. Bridges | Herwig Kogelnik | Richard L. Abrams | John N. Howard | Joseph W. Goodman | Elsa M. Garmire | Robert L. Byer | Tingye Li | Duncan T. Moore | Janet Sue Fender | Gary C. Bjorklund | Anthony E. Siegman |

| Année     | 2000           | 2001              | 2002               | 2003              | 2004            | 2005               | 2006              | 2007             | 2008             | 2009           | 2010           | 2011               | 2012          | 2013             | 2014                | 2015                    | 2016            | 2017       | 2018         | 2019          | 2020               |
| Président | Erich P. Ippen | Richard C. Powell | Anthony M. Johnson | G. Michael Morris | Peter L. Knight | Susan Houde-Walter | Eric Van Stryland | Joseph H. Eberly | Rod C. Alferness | Thomas M. Baer | James C. Wyant | Christopher Dainty | Tony F. Heinz | Donna Strickland | Philip H. Bucksbaum | Philip St. John Russell | Alan E. Willner | Eric Mazur | Ian Walmsley | Ursula Gibson | Stephen D. Fantone |

| Année     | 2021                       | 2022           | 2023          |
| Président | Constance J. Chang-Hasnain | Satoshi Kawata | Michal Lipson |